# Kanovaren op de Middellandse Zeespelen 2013
Kanovaren is een van de sporten die beoefend werden tijdens de Middellandse Zeespelen 2013 in Mersin, Turkije. Er waren zes onderdelen: vier voor mannen, twee voor vrouwen.

## Uitslagen

#### Mannen
| Event     | Goud                                                | Goud     | Zilver                                 | Zilver  | Brons                                         | Brons   |
| --------- | --------------------------------------------------- | -------- | -------------------------------------- | ------- | --------------------------------------------- | ------- |
| K1 200 m  | Marko Dragosavljević                                | 35,255   | Manfredi Rizza                         | + 0,414 | Saul Craviotto Rivero                         | + 0,769 |
| K1 1000 m | Francisco Cubelos Sanchez                           | 3.31,426 | Jošt Zakrajšek                         | + 0,821 | Mauro Crenna                                  | + 5,309 |
| K2 200 m  | Spanje Saul Craviotto Rivero Carlos Perez Rial      | 32,751   | Italië Mauro Pra Floriani Mauro Crenna | + 0,283 | Turkije Cagribey Yildirim Serhat Kadir Yilmaz | + 1,222 |
| K2 1000 m | Italië Alvino Massimiliano Batelli Nicola Ripamonti | 3.19,710 | Servië Ervin Holpert Dejan Terzić      | + 4,517 | Spanje Emilio Llamedo Diego Cosgaya           | + 5,982 |

#### Vrouwen
| Event    | Goud              | Goud     | Zilver               | Zilver  | Brons           | Brons   |
| -------- | ----------------- | -------- | -------------------- | ------- | --------------- | ------- |
| K1 200 m | Spela Ponomarenko | 40,689   | Norma Murabito       | + 1,469 | Milica Starovic | + 1,833 |
| K1 500 m | Spela Ponomarenko | 1.52,447 | Sofia Magala Campana | + 2,393 | Antonja Nadj    | + 2,712 |

## Medaillespiegel
| Plaats | Land     | Goud | Zilver | Brons | Totaal |
| 1      | Slovenië | 2    | 1      | 0     | 3      |
| 2      | Spanje   | 2    | 0      | 2     | 4      |
| 3      | Italië   | 1    | 4      | 1     | 6      |
| 4      | Servië   | 1    | 1      | 2     | 4      |
| 5      | Turkije  | 0    | 0      | 1     | 1      |
| Totaal | Totaal   | 6    | 6      | 6     | 18     |

1979 · 1991 · 1993 · 1997 · 2005 · 2009 · 2013 · 2018
Atletiek · Basketbal · Bocce · Boksen · Boogschieten · Gewichtheffen · Gymnastiek · Handbal · Judo · Kanovaren · Karate · Paardensport · Roeien · Schermen · Schietsport · Taekwondo · Tafeltennis · Tennis · Voetbal · Volleybal · Waterpolo · Waterskiën · Wielersport · Worstelen · Zeilen · Zwemmen